# Esqui estilo livre nos Jogos Olímpicos de Inverno de 2002
O esqui estilo livre nos Jogos Olímpicos de Inverno de 2002 consistiu de quatro eventos, disputados entre 9 e 18 de fevereiro de 2002 em Salt Lake City, nos Estados Unidos.

## Medalhistas
Masculino
| Evento           | Ouro                             | Prata                           | Bronze                           |
| ---------------- | -------------------------------- | ------------------------------- | -------------------------------- |
| Aerials detalhes | Aleš Valenta CZE República Checa | Joe Pack USA Estados Unidos     | Alexej Grischin BLR Bielorrússia |
| Moguls detalhes  | Janne Lahtela FIN Finlândia      | Travis Mayer USA Estados Unidos | Richard Gay FRA França           |

Feminino
| Evento           | Ouro                        | Prata                             | Bronze                   |
| ---------------- | --------------------------- | --------------------------------- | ------------------------ |
| Aerials detalhes | Alisa Camplin AUS Austrália | Veronica Brenner CAN Canadá       | Deidra Dionne CAN Canadá |
| Moguls detalhes  | Kari Traa NOR Noruega       | Shannon Bahrke USA Estados Unidos | Tae Satoya JPN Japão     |

## Quadro de medalhas
| Ordem | País                | Medalha de ouro | Medalha de prata | Medalha de bronze |    |
| ----- | ------------------- | --------------- | ---------------- | ----------------- | -- |
| 1     | AUS Austrália       | 1               |                  |                   | 1  |
| 1     | FIN Finlândia       | 1               |                  |                   | 1  |
| 1     | NOR Noruega         | 1               |                  |                   | 1  |
| 1     | CZE República Checa | 1               |                  |                   | 1  |
| 5     | USA Estados Unidos  |                 | 3                |                   | 3  |
| 6     | CAN Canadá          |                 | 1                | 1                 | 2  |
| 7     | BLR Bielorrússia    |                 |                  | 1                 | 1  |
| 7     | FRA França          |                 |                  | 1                 | 1  |
| 7     | JPN Japão           |                 |                  | 1                 | 1  |
| TOTAL | TOTAL               | 4               | 4                | 4                 | 12 |